# 超限数
超限数是大于所有有限数（但不必為绝对无限）的基数或序数，分別叫做超穷基数（英語：transfinite cardinal number）和超穷序数（英語：transfinite ordinal number）。术语「超限」（transfinite）是康托尔提出的，他希望避免词语无限（infinite）和那些只不过不是有限（finite）的那些对象有关的某些暗含。當時其他的作者少有这些疑惑；现在被接受的用法是称超限基数或序数为无限的。但是术语「超限」仍在使用。
超穷序数可以確定超穷基数，並導出阿列夫数序列。
对于有限数，有两种方式考虑超限数，作为基数和作为序数。不像有限基数和序数，超限基数和超限序数定义了不同类别的数。
- 最小超限序数是ω。
- 第一个超限基数是aleph-0 {\displaystyle \aleph _{0}}，整数的无限集合的势。如果选择公理成立，下一个更高的基数是aleph-1 {\displaystyle \aleph _{1}}。如果不成立，则有很多不可比较于aleph-1并大于aleph-0的其他基数。但是在任何情况下，没有基数大于aleph-0并小于aleph-1。

连续统假设声称在aleph-0和连续统（实数的集合）的势之间没有中间基数：就是说，aleph-1是实数集合的势。已经在数学上证实了连续统假设不能被证明为真或假，由于不完备性的影响。
某些作者，比如Suppes、Rubin使用术语超限基数来称呼戴德金无限集合的势，在可以不等于无限基数的上下文中；就是说在不假定可数选择公理成立的上下文中。给定这个定义，下列是等价的：
- {\displaystyle \mathbf {m} }是超限基数。就是说有一个戴德金无限集合A使得A的势是{\displaystyle \mathbf {m} }。
- {\displaystyle \mathbf {m} +1=\mathbf {m} }。
- {\displaystyle \aleph _{0}\leq \mathbf {m} }。
- 有一个基数{\displaystyle \mathbf {n} }使得{\displaystyle \aleph _{0}+\mathbf {n} =\mathbf {m} }。

## 引用
- O'Connor, J. J. and E. F. Robertson (1998) "Georg Ferdinand Ludwig Philipp Cantor" （页面存档备份，存于）, MacTutor History of Mathematics archive.
- Patrick Suppes, "Axiomatic Set Theory", Dover, 1972, ISBN 0-486-61630-4
- Jean E. Rubin, "Set Theory for the Mathematician", Holden-Day (San Francisico, 1967)